# Kallima baliensis
Kallima baliensis är en fjärilsart som beskrevs av Kalis 1941. Kallima baliensis ingår i släktet Kallima och familjen praktfjärilar. Inga underarter finns listade i Catalogue of Life.